# Ким, Сандра
Сандра Ким (фр. Sandra Kim; настоящая фамилия — Кальдароне (фр. Caldarone); род. 15 октября 1972 года, Монтенье, Льеж, Бельгия) — бельгийская певица итальянского происхождения, победительница конкурса песни Евровидение 1986 года.

## Биография
Сандра начала петь в семь лет. Стала победителем конкурса песни Евровидение в 1986 году, исполнив композицию «J’aime la vie» («Я люблю жизнь») и тем самым принесла первую победу Бельгии за всё время её участия в конкурсе. Когда выяснилось, что Сандре было не 15 лет, как было объявлено, а всего 13, швейцарское телевидение обратилось в оргкомитет с просьбой дисквалифицировать певицу, однако данный шаг успеха не имел.
Осенью 1986 года Ким представляла Бельгию на музыкальном фестивале «Ямаха» в Токио. В 1990 году была приглашена выступать на юбилее короля Бодуэна. Позже работала на бельгийском телевидении. В настоящее время Сандра занимается постановкой мюзиклов.

## Дискография
- J’aime la vie (1986)
- Bien dans ma peau (1988)
- Balance tout / Met open ogen (1991)
- Les Sixties / Sixties (1993)
- Onvergetelijk (1997)
- Heel diep in mijn hart (1998)
- Tokyo Boy
- Bel me, schrijf me